# Skoronice
Skoronice (en allemand : Kunewald) est une commune du district de Hodonín, dans la région de Moravie-du-Sud, en République tchèque. Sa population s'élevait à 546 habitants en 2020.

## Géographie
Skoronice se trouve à 4 km au sud-est de Kyjov, à 15 km au nord-nord-est de Hodonín, à 47 km au sud-est de Brno et à 231 km au sud-est de Prague.
La commune est limitée par Kyjov au nord, par Vlkoš au nord-est et à l'est, par Vracov au sud-est, par Vacenovice au sud, et par Milotice au sud-ouest et par Svatobořice-Mistřín à l'ouest.

## Histoire
La première mention écrite de la localité date de 1322